# (73751) 1993 UK8
(73751) 1993 UK8 – planetoida z pasa głównego asteroid okrążająca Słońce w ciągu 5,18 lat w średniej odległości 2,99 j.a. Odkryta 20 października 1993 roku.